# ケンペロール
ケンペロール（ケンフェロール、kaempferol）は、フラボノイドの一種である天然フラボノールの一つである。ケンペロールは黄色結晶性固体であり、融点は276–278 °C。水にはわずかにしか溶けないが、熱エタノールおよびジエチルエーテルは可溶である。

## 存在
茶、ブロッコリー、デルフィニウム属、マンサク、グレープフルーツ、キャベツ、ケール、豆類、キクヂシャ、セイヨウニラネギ、トマト、イチゴ、ブドウ、メキャベツ、リンゴ、その他の植物から単離される。
| 食材                             | 含有量(mg/Kg) |
| -------------------------------- | ------------- |
| モヤシ(春)                       | 46.9          |
| グリーンピース(春)               | 62.8          |
| タマネギ(秋)                     | 41.3          |
| リーキ(夏)                       | 117.8         |
| ネギ(夏)                         | 116.7         |
| カラシナ(秋)                     | 482.0         |
| ショウガ(秋)                     | 315.0         |
| リンゴ(フジ、赤、皮付、秋)       | 108.3         |
| ヨーロッパブドウ(小、緑、皮なし) | 89.1          |

## 生物活性
いくつかの疫学的研究で、ケンペロールを含む食品の摂取とがん、心血管疾患といったいくつかの疾患の発生リスクの低減に正の相関が見られている。おびただしい数の前臨床研究で、ケンペロールといくつかのケンペロール配糖体が抗酸化、抗炎症、抗微生物、抗がん、心保護、神経保護、抗糖尿病、抗骨粗鬆症、エストロゲン/抗エストロゲン作用、抗不安、鎮痛、抗アレルギー活性を持つことが示されている。
ケンペリトリンおよびアストラガリンといった多くのケンペロール配糖体が、天然物として植物から単離されている。茶やブロッコリーに含まれるケンペロールの摂取は心臓病のリスクの低減と関連している。類縁体のナリンゲニンも例えばグレープフルーツには同時に含まれている。
ミモザアカシアおよびナガバアカシアの花の色はケンペロールによるものである。動物試験における、抗うつ作用が報告されている。
8年間のコホート研究で、3種のフラボノール（ケンペロール、クェルセチン、ミリセチン）が膵臓癌のリスクを23パーセント低減することが示されている。
ケンペロールの摂取は肺癌の発生率を減らすように見える。
ケンペロールは、NOXを介した神経変性の強力な予防薬かもしれない。

## 代謝
ケンペロール 4'-O-メチルトランスフェラーゼは、S-アデノシルメチオニンとケンペロールを基質として、S-アデノシルホモシステインとケンペリドを生成する。

## 配糖体
- アストラガリン (Astragaline, asragalin, kaempferol-3-O-glucoside)
- ケンペリトリン
- ケンペロール-3-O-β-D-グルコピラノシド-7-O-α-L-ラムノピラノシド, Selliguea feei（英語版）の地下茎から単離される苦味物質[10]
- ケンペロール 7-O-グルコシド
- ロビニン
- ソホラフラボノロシド（ケンペロール 3-O-ソホロシド）
- トリホリン